# Tomasze (rejon grodzieński)
Tomasze (biał. Тумашы; ros. Тумаши) – wieś na Białorusi, w obwodzie grodzieńskim, w rejonie grodzieńskim, w sielsowiecie Podłabienie.
Dawniej wieś, okolica i majątek ziemski. W dwudziestoleciu międzywojennym wieś leżała w Polsce, w województwie białostockim, w powiecie sokólskim.